# K11複合型小銃
K11複合型小銃は韓国国防科学研究所(ADD)が開発した韓国版OICWであり、5.56mmアサルトライフルと20mm擲弾発射器を上下並列に組み合わせるように設計された複合型小銃である。
2008年に1万5000丁の正式採用が決定し量産化、実戦配備に進んだものの、その後爆発事故の発生や射撃コントロール装置の亀裂など次々と欠陥、不祥事が続発しており、914丁の配備のみで中止状態にある。2018年8月に正式に戦力化中断が決定した。

## 開発
1998年以降、韓国防衛産業界及び韓国軍は、アメリカが研究しているOICW計画が今後の主力歩兵携行武器の世界的な趨勢となっていくと判断し、2000年から本件に関与する開発者の配属や部署の編成がなされた。本銃の初期段階におけるコンセプトにおいては、他のOICWを単純にコピーするのではなく、同等のレベルの火力を付与するものとして開発が進められ、8年の研究の末2008年に「XK11」のコードネームでテストモデル仕様が公開された。同年6月には最終適合判定を受け、武器として認可された。製造はS&T大宇社が行い、K11ひとつあたりの単価は1,600万ウォン台だといわれている。
K11最大の特徴は、20mm炸裂弾ランチャーの機構であり、銃上部に設置されているサイトで目標を捕捉すると、内部に組み込まれたレーザー距離測定器を介してマイクロプロセッサが距離を測定する。この距離を弾丸の回転数に換算し、弾頭信管に入力することで、炸裂弾を目標上空で正確に炸裂させることができ、遮蔽物などに隠れている標的を攻撃する場合において最大限に威力を発揮することができる。
しかし試験段階から故障・不具合が頻発し、初期配備された80丁のうち66％が不良品であった。

## 設計
銃身は軽量化のためスカンジウム-アルミニウム合金で製造されている。下部KEW(Kinetic energy weapon)モジュール（5.56mm自動小銃）はガスピストン方式のロングストロークピストン式で設計されている。上部HEW (High Explosive weapon) モジュール（20mm炸裂弾ランチャー。これはアメリカのXM29 OICWとは仕様が異なっている）はブルパップ方式で設計されており、装填はボルトアクション方式を採用している。また、銃に射撃モードのセレクターを備えることで、一つの引き金で小銃とグレネードランチャーを使い分けることができるように設計されている。現在までマスコミに公開された発射モード方式は単発、連射、榴弾（20mm炸裂弾）の3つである。また、上下モジュールは分離できず、ピカティニー・レールのような拡張機能も備わっていない。重量は未装填の状態で6.1kgになる。
2015年に判明した強度不足に対処する改修と同時に10％ほど軽量化されるという。
XM29 OICWとは、似通っているが相違点もあり、20mm炸裂弾の動作、仕様が異なっている。また、XM29 OICWはグレネードランチャーモジュールがガス圧作動方式を利用したセミオートマチックであるのに対し、K11はボルトアクション方式である。

## 運用
2008年10月、韓国陸軍はこの武器を2009年以降の分隊支援火器として配備していくことを決定した。
なお、2009年までにアラブ首長国連邦に40丁を輸出したとされる。

### リコール・事故・不具合
2010年5月31日から国内部隊への供給が開始されたが、K11の不良率は47.5%にも及び、欠陥のため当初の配備計画には届かず、軍部隊への供給が中断された。
2012年5月2日、韓国防衛事業庁は配備済みの246挺を全量リコールし、撃発装置の設計変更、射撃統制装置・弾薬起爆装置のプログラム修正、電磁波干渉による誤動作の要因の除去をする予定であると発表した。
2014年3月12日、国防部関係者が同日午前11時頃、京畿道漣川の国防科学研究所で試験射撃したK-11の信管が爆発、試験射撃中だった下士と、横で待機していた上兵など3人が破片で負傷して国軍一東病院で治療を受けているが生命には別状なく、正確な事故原因を調査していると明らかにした。
2014年5月30日、国防技術品質院が「K11複合小銃電磁波影響性実験」を行ったところ、同機種の20ミリ空中炸裂弾（知能型）は市販されている一般的な磁石を近づけるとその磁気を撃発信号と誤認識して暴発する危険があることが確認された。
2015年1月22日、防衛事業庁関係者のコメントとして「昨年11月にK-11小銃の公開試演会直後、軍に納品する予定だったK-11小銃の中から1丁を無作為で選んで品質保証検査試験をしたところ、全6000発を発射する規定上耐久性検査で4000余発の発射でネジが緩み、射撃統制装置に亀裂現象が発見された。製造上の欠陥の可能性があり、納品を中止した。射撃統制装置の製造業者で現象を調査しており、この作業が終わるまで納品は中止されるだろう」との旨が報道された。
2015年4月1日、防衛事業庁関係者は「国家科学研究院と技術品質院の主管で20mm空中爆発弾の弾薬に対し、電磁波影響性確認実験をした結果、低周波帯域（60Hz）の高出力（180dBpT）電磁波からの影響を受けることが確認された」と明らかにした。これにより、製造済みの20mm弾薬15万発余、240億ウォン相当を全て廃棄しなければならない可能性があるという。また同年1月の射撃統制装置の亀裂現象は、部品に生じた気孔によるものと発表された。
2015年5月12日、防衛事業不正政府合同捜査団は、K11複合小銃射撃統制装置の試験検査を偽り、納品代金を受け取った疑い（特定経済犯罪加重処罰法上の詐欺）で、軍需企業の事業本部長ら3人を拘束、起訴したと明らかにした。部品メーカーは試験装置を無断で変更し、衝撃試験の際に規定の3分の1のエネルギーしか印加していなかった。
2019年4月、防衛産業庁は、銃を50回以上射撃した場合、リチウム電池が内部の圧力により爆発する可能性があることを報告した。
2019年12月4日に開かれた第124回防衛事業推進委員会において、K11複合小銃事業の最終的な終了が決定された。

## 登場作品

### 小説
『半島有事2　釜山の幽霊部隊』
作中でアフガニスタンに送られる予定だったものが登場し、北朝鮮軍のエリート特殊部隊相手に使用され大損害をあたえた。

### ゲーム
『ドールズフロントライン』
萌え擬人化されたものが星5戦術人形「K11」として登場。

## リンク
- 日本周辺国の軍事兵器 K11 5.56mm複合型ライフル
- South Korean Army XK11 rifle - YouTube